# Seann Triubhas
Der Seann Triubhas, (schottisch-gälisch „alte bzw. ungewollte Hose“, vgl. englisch „trews“ für „Hose“), ausgesprochen [ʃɑːn truːz], ist ein schottischer Highland Dance, der auf Wettbewerben und als Schautanz getanzt wird.
Einigen der enthaltenen Schritte wird die Herkunft aus der Tradition der Hard-Shoe-Tänze zugeschrieben.

## Entstehung
Der Name wird gemeinhin auf die Rebellion der Schotten unter Bonnie Prince Charlie von 1745 zurückgeführt, die bei der Schlacht von Culloden niedergeschlagen wurde. In der Folge wurde den schottischen „Highlanders“ im Act of Proscription von 1746 das Tragen der traditionellen Kilt-Bekleidung z. T. unter Androhung der Verbannung verboten.
Da die Schotten nun gezwungen waren, englische Tracht („Sassenach garb“, „Sachsentracht“), als hervorstechende Unterscheidung zur üblichen schottischen Bekleidung vor allem (englische) Hosen wie z. B. Breeches zu tragen, sollte der Tanz die Abschüttelung der ungeliebten Hosen, im übertragenen Sinne der englischen Herrschaft, symbolisieren, was im ersten Teil des Tanzes („Slow Step Part“) u. a. durch schüttelnde bzw. abstreifende Bewegungen der Beine dargestellt wird.
Gegen Ende („Quick Step Part“) geht der Seann Triubhas unter Tempo-Erhöhung in einen Highland-Fling-ähnlichen Tanz über, der die Freude über die Wiedergewinnung des Kilt ausdrückt. Der Seann Triubhas wird allerdings komplett in Kilt-Bekleidung und nicht in Hosen getanzt.

## Form
Der Tanz wird in einer der beiden Schrittvarianten aufgeführt:
- 4 Steps (3 Slow Steps and 1 Quick Step)
- 6 Steps (4 Slow steps and 2 Quick Steps)
Der Eröffnungsschritt ist obligatorisch, der Rest bleibt dem Tänzer überlassen.
Bei Wettbewerben höheren Niveaus wie den alljährlichen Meisterschaften werden allerdings bestimmte, jährlich wechselnde Schrittabfolgen von der SOBHD (Scottish Official Board of Highland Dancing) vorgegeben.
Beispiel: Zur Musik „Whistle ower the Lave o't “ (Strathspey)
Slow Steps Tempo - 94 bpm
- First Step: Brushing
- Second Step: Side Travel
- Third Step: Diagonal Travel
- Fourth Step: Backward Travel
- Fifth Step: Travelling Balance
- Sixth Step: Leap and Highcut
- Seventh Step: Highcut in Front and Balance
- Eighth Step: Side Heel-and-Toe
- Ninth Step: Double Highcutting

Quick Steps Tempo - 114 bpm
- Tenth Step: Shedding with Back-Step
- Eleventh Step: Toe-and-Heel and Rock
- Twelfth Step: Pointing and Back-Stepping
- Thirteenth Step: Heel-and-Toe and Shedding
- Fourteenth Step: Heel-and-Toe, Shedding, and Back-Stepping
- Fifteenth Step: Back-Stepping